# Islāmnagar
Islāmnagar är en ort i Indien.   Den ligger i distriktet Budaun och delstaten Uttar Pradesh, i den norra delen av landet, 150 km öster om huvudstaden New Delhi. Islāmnagar ligger 190 meter över havet och antalet invånare är 29 144.
Terrängen runt Islāmnagar är mycket platt. Runt Islāmnagar är det tätbefolkat, med 683 invånare per kvadratkilometer. Närmaste större samhälle är Chandausi, 14,7 km norr om Islāmnagar. Trakten runt Islāmnagar består till största delen av jordbruksmark.